# Tony David
Tony David (* 11. September 1967 in Townsville, Queensland) ist ein australischer Dartspieler, der bei der British Darts Organisation (BDO) aktiv war. Sein größter Erfolg gelang ihm mit dem Sieg bei der BDO-Weltmeisterschaft 2002. Er ist der einzige Australier und neben John Part der einzige Nicht-Europäer, der sich Weltmeister im Steeldart nennen darf.

## Leben
Bereits zu Zeiten seiner größten Erfolge Anfang der 2000er-Jahre war David frühpensioniert, da er unter einer Blutgerinnungsstörung leidet, welche auch die Bewegung des Arms behindert.
Im Februar 2009 musste sich David einer Lebertransplantation unterziehen, da seine Leber aufgrund seiner Hepatitis B- und C bereits seit den 1980ern stark geschädigt war. Im Dezember folgten dann noch Komplikationen an der Milz, weshalb er ein weiteres Mal operiert werden musste.
Am 20. November 2010 heiratete er seine langjährige Partnerin Natalie Carter. Seit März 2018 sind die beiden geschieden.

## Karriere
David begann seine Dartkarriere im Alter von 25 Jahren und gelangte 1995 in die Mannschaft des australischen Bundesstaats Queensland. Vier Jahre später war er erstmals Teil des australischen Teams beim WDF World Cup.
Seinen ersten Auftritt im Lakeside Country Club anlässlich der BDO-Weltmeisterschaft hatte David 2001. In seiner Erstrundenpartie gegen Andy Fordham war er jedoch chancenlos und verlor 0:3 in den Sätzen.
Im Folgejahr, 2002, qualifizierte sich David erneut für das Turnier. Obwohl die Wettanbieter ihn im Vorfeld als großen Außenseiter sahen, gelangte David bis ins Finale. Auf seinem Weg bezwang er Ritchie Davies, Marko Pusa, Bob Taylor sowie in einem spannenden Halbfinale Martin Adams mit 5:4. Aufgrund dieser Leistungen war er schließlich leichter Favorit auf den Titel und gewann das Finale gegen Mervyn King auch mit 6:4.
Noch im selben Jahr gelang ihm ebenfalls der Sieg bei der World Darts Trophy in den Niederlanden, einer der sogenannten „Grand Slam-Titel“ der mittlerweile insolventen British Darts Organisation. Hinzu kamen 2002 noch Titel bei den Australian Grand Masters und den Doeland Grand Masters. 2003 und 2004 kam David bei der World Darts Trophy noch einmal bis ins Halbfinale, verlor dabei beide Male gegen Raymond van Barneveld. Auch das Finale der International Darts League 2004 ging gegen van Barneveld verloren.
Durch seinen letztjährigen Titel an Nummer eins gesetzt und als einer der Turnierfavoriten ging David bei der BDO-Weltmeisterschaft 2003 an den Start. Seine Erstrundenpartie sowie das Achtelfinale konnte er gegen Brian Sørensen und Vincent van der Voort noch siegreich gestalten. Im Viertelfinale musste David mit einer 0:5-Niederlage gegen den Waliser Ritchie Davies jedoch einen herben Rückschlag einstecken. Danach gelang ihm bei dem Turnier kein einziger Matchgewinn mehr. 2004 und 2005 verlor er in der ersten Runde gegen Darryl Fitton und Tony Eccles. 2006 und 2007 verpasste er gar die Qualifikation, kam aber 2008 noch einmal zurück zur Weltmeisterschaft. Hierbei verlor er direkt gegen Gary Robson.
Im Februar 2005 war David einer von vier BDO-Spielern die sich beim Masters of Darts mit vier PDC-Spielern maßen. Zwei seiner vier Partien konnte er siegreich gestalten. Er besiegte zunächst Wayne Mardle mit 4:2, verlor dann jedoch 0:4 in den Sätzen gegen den amtierenden PDC-Weltmeister Phil Taylor und 3:4 in Sätzen gegen den amtierenden UK-Open-Sieger Roland Scholten. Abschließend konnte er den World Grand Prix-Sieger Colin Lloyd mit 4:3 besiegen. Trotz der zwei Siege kamen Andy Fordham und Raymond van Barneveld in der BDO-Gruppe weiter und stießen ins Halbfinale vor, David schied aus. Phil Taylor gewann letztlich das Turnier.
Zwischen 2010 und 2018 spielte David noch regelmäßig Turniere in Australien. 2013 tauchte er letztmals im Finale eines der Open-Turniere der World Darts Federation (WDF) auf. Danach zog sich David zunehmend zurück.
Am 19. April 2021 teilte die World Seniors Darts Tour (WSDT) via Twitter mit, David habe die Einladung zur Teilnahme an der ersten Senioren-Weltmeisterschaft im Dartsport angenommen. Letztlich war David aber nicht beim Turnier dabei.

## Weltmeisterschaftsresultate

### BDO
- 2001: 1. Runde (0:3-Niederlage gegen  Andy Fordham)
- 2002: Sieger (6:4-Sieg gegen  Mervyn King)
- 2003: Viertelfinale (0:5-Niederlage gegen  Ritchie Davies)
- 2004: 1. Runde (2:3-Niederlage gegen  Darryl Fitton)
- 2005: 1. Runde (2:3-Niederlage gegen  Tony Eccles)
- 2008: 1. Runde (1:3-Niederlage gegen  Gary Robson)